# Jelcz PR110T
Jelcz PR110T je model polského trolejbusu, který byl vyráběn v letech 80. a 90. letech 20. století. Výroba probíhala v závodech Jelcz v Jelczu-Laskowicích a v KPNA ve Słupsku.

## Konstrukce
Jedná se o dvounápravový trolejbus, který konstrukčně i technicky vychází z předchozího typu PR110E. Kostra karoserie je z vnější strany oplechována. V interiéru jsou stěny pokryty překližkou. Na pravé straně vozové skříně se nacházejí troje dvoukřídlé skládací dveře. Sedadla pro cestující jsou uspořádána příčně a jsou polštářovaná – vyplněná pěnovou pryží a pokrytá potahy z umělé hmoty. Elektrická výzbroj je založena na bázi tyristorů. Pohon zajišťuje jeden stejnosměrný trakční motor vyráběný Elektrotechnickým institutem v Mezilesí.

## Dodávky trolejbusů
| Současný stát | Město   | Článek | Roky dodávek | Počet vozů | Evidenční čísla při dodání                  | Zdroj       |
| ------------- | ------- | ------ | ------------ | ---------- | ------------------------------------------- | ----------- |
| Polsko        | Gdyně   | článek | 1987–1988    | 3          | 11001–11003                                 | [ 2 ] [ 3 ] |
| Polsko        | Lublin  | článek | 1990–1991    | 12         | 3-0771–3-0775, 3-0780–3-0781, 3-0783–3-0787 | [ 2 ] [ 3 ] |
| Polsko        | Varšava | článek | 1983         | 4          | T041–T044                                   | [ 2 ] [ 3 ] |